# Heliga handlingar
Heliga handlingar eller sakrament finns inom de flesta religioner och tillmäts olika betydelse och tyngd både mellan och inom religionerna.
- Asatrons sakrament
- Judiska sakrament
- Muslimska sakrament
- Kristendom
  - Sakramentslära
  - helgelselära